# Melbeta
Melbeta è un comune degli Stati Uniti d'America, situato nello Stato del Nebraska, nella Contea di Scotts Bluff.